# Tidszone
En tidszone er et geografisk område på Jorden med samme zonetid (klokkeslæt). Begrebet blev indført ved internationale konventioner.
Det hyppigst benyttede tidszonesystem er UTC (næsten det samme som Greenwich Mean Time), hvor nulpunktet er nulmeridianen, der går igennem Greenwich i England. Herfra går der 24 tidszoner ud med 15 graders mellemrum. Hver zone repræsenterer en time. Når klokken er 6.00 i 0-meridianen, så er klokken i Danmark 7.00, da Danmark ligger i tidszonen lige før, og da solen står op i øst, når den Danmark en time før den når England. 
Selvom der er 24 matematiske tidszoner, så er det reelle antal op imod 36, da nogle lande regner med både halve og kvarte timer.  
På den modsatte side af Jorden i forhold til Greenwich går datolinjen. Det er altså her, nytåret indtræder først på året.

## Baggrund
Før indførsel af tidszonerne brugte man lokal tid, hvor solens placering på himlen afgjorde, hvad klokken var: Når solen stod i stik syd, var klokken 12 – på dét sted.
Det system kunne man ikke leve med, da jernbanerne kom frem. Deres køreplaner – som også fastlagde, hvor togene skulle krydse hinanden – var lagt med minuttal og kunne ikke styres, hvis man på hver station skulle stille klokken til en ny tid. Man måtte altså have en fælles jernbanetid, helst for et helt land.
Med en fælles tid kunne man ikke længere i den enkelte by selv finde ud af, hvad klokken var, ved at se på solen. Men transportmidlernes udvikling i 1800-tallet var ledsaget af kommunikationsmidlernes udvikling: Den elektriske telegraf kunne praktisk taget uden forsinkelse sende signaler til hele landet om, hvad klokken var på det sted, hvis lokaltid var blevet den gældende fællestid.

## Danmark og tidszonesystemet
Fællestiden startede på nationalt plan. I Danmark vedtog man i 1858 at anvende Københavns lokaltid som jernbanetid, men først 22 år senere blev det en nationaltid for alle.
For trafik og kommunikation over landegrænserne var det stadig upraktisk, at hvert land havde sit eget tidssystem. Så i 1884 samledes 25 lande til Prime Meridian Conference i Washington, som udviklede det nuværende tidszonesystem.
Danmark vedtog i 1893 at tiltræde det internationale tidszonesystem fra 1. januar 1894.
Danmarks tidscentrum var nu ikke længere København, men Bornholm. De eneste danske byer, der gennemskæres af meridianen 15° Ø, er Østermarie og Pedersker. Ved Slusegård syd for Pedersker – 200 m fra Bornholms sydkyst – er meridianen markeret med en sten, der samtidig viser meridianens skæring med den 55. breddegrad, altså et geografisk knudepunkt eller konfluenspunkt. De steder står solen altså stadig i syd kl. 12, men kun den del af året, hvor der er normaltid – kl. 13, når der er sommertid.

## Militære tidszoner
Militæret i flere lande har indført sit eget system til angivelse af tidszoner. Systemet går tilbage til Nathaniel Bowditch's American Practical Navigator fra 1802. 
Tidszonerne er de normale 24 (25) tidszoner (der er ikke taget højde for tidszoner, der er forskudt 30 minutter), Greenwich-tid (UTC/GMT) betegnes ved bogstavet Z, dansk normaltid betegnes med bogstavet A lige som tidszonen for de øvrige lande med centraleuropæisk tid (CET), østeuropæisk standardtid (EET) med bogstavet B osv. Dansk sommertid betegnes med bogstavet B. Tidszoner vest for London betegnes med bogstaver Y, X osv. 
Bogstavet kommer dermed til at angive, hvor mange timer, der skal lægges til eller trækkes fra for at få UTC, snarere end den egentlige geografiske tidszone, idet sommertid dækkes af et ændret bogstav. De tidszoner, der er forskudt med 30 minutter, kan angives med et bogstav og en stjerne, som f.eks. C*, der bruges i Iran. 
Bogstavet J, der kunne forveksles med I, overspringes, derved når man ned på 25 bogstaver til de 25 heltallige tidsforskelle (der vil være en ekstra zone ved datolinjen). Bogstavet angives lige efter klokkeslættet, halv tre om eftermiddagen i Danmark om vinteren vil da blive 1430A. Bogstavet nævnes ved det fonetiske ICAO-alfabet, altså her som ”alpha” (faktisk afviger stavningen lidt fra ICAOs, der ville skrive ”alfa”). Tidsforskellen kan betegnes som alpha-tid.